# Liste der Stolpersteine in Stuhr
Die Liste der Stolpersteine in Stuhr enthält alle Stolpersteine, die im Rahmen des gleichnamigen Projekts von Gunter Demnig in der Gemeinde Stuhr im niedersächsischen Landkreis Diepholz verlegt wurden. Mit ihnen soll an Opfer des Nationalsozialismus erinnert werden, die in Stuhr lebten und wirkten.
In Stuhr wurden am 3. Juni 2025 die ersten zwei Stolpersteine verlegt.

## Verlegte Stolpersteine
| Bild | Person, Inschrift | Adresse                                      | Verlege- datum | weitere Informationen |
| --- | --- | -------------------------------------------- | -------------- | --------------------- |
| Bild gesucht Die Wikipedia wünscht sich an dieser Stelle ein Bild vom hier behandelten Ort. Falls du dabei helfen möchtest, erklärt die Anleitung , wie das geht. BW | HIER WOHNTE ROSETTE MARTHA LÖWENSTEIN GEB. COHN JG. 1879 DEPORTIERT 1041 LODZ/LITZMANNSTADT 1942 CHELMNO / KULMHOF ERMORDET 12.5. 1942 | Bremer Straße 36 · Brinkum ·                 | 3. Juni 2025   |                       |
| Bild gesucht Die Wikipedia wünscht sich an dieser Stelle ein Bild vom hier behandelten Ort. Falls du dabei helfen möchtest, erklärt die Anleitung , wie das geht. BW | HIER LERNTE MARIECHEN FRANZ JG. 1927 DEPORTIERT 1944 AUSCHWITZ RAVENSBRÜCK ERMORDET 25.9.1944                                          | Bi de Karken · Gemeindehaus · Heiligenrode · | 3. Juni 2025   |                       |